# كوهيما
كوهيما هي العاصمة الجبلية لولاية ناغالاند في حدود الهند الشمالية الشرقية التي تشترك حدودها مع ميانمار. ويبلغ عدد سكانها 99,039 نسمة وهي ثاني أكبر مدينة في الولاية. عرفت أصلا باسم كيوهيرا، تأسست في عام 1878 عندما أنشأت الإمبراطورية البريطانية مقرا لها في تلال نجا آنذاك. وأصبحت العاصمة رسميا بعد أن تأسيس ولاية ناغالاند في عام 1963.
كوهيما هي أرض قبيلة أنغامي نجا. وهي تقع في سفوح جبل جابو الواقعة جنوب منطقة كوهيما (25.67 درجة شمالا 94.12 درجة شرقا)، ويبلغ متوسط ارتفاعها 1261 مترا (4137 قدما).

## المناخ
يظهر الجدول التالي التغييرات المناخية على مدار السنة لكوهيما:
| البيانات المناخية لـكوهيما                      | البيانات المناخية لـكوهيما | البيانات المناخية لـكوهيما | البيانات المناخية لـكوهيما | البيانات المناخية لـكوهيما | البيانات المناخية لـكوهيما | البيانات المناخية لـكوهيما | البيانات المناخية لـكوهيما | البيانات المناخية لـكوهيما | البيانات المناخية لـكوهيما | البيانات المناخية لـكوهيما | البيانات المناخية لـكوهيما | البيانات المناخية لـكوهيما | البيانات المناخية لـكوهيما |
| الشهر                                           | يناير                      | فبراير                     | مارس                       | أبريل                      | مايو                       | يونيو                      | يوليو                      | أغسطس                      | سبتمبر                     | أكتوبر                     | نوفمبر                     | ديسمبر                     | المعدل السنوي              |
| ----------------------------------------------- | -------------------------- | -------------------------- | -------------------------- | -------------------------- | -------------------------- | -------------------------- | -------------------------- | -------------------------- | -------------------------- | -------------------------- | -------------------------- | -------------------------- | -------------------------- |
| الدرجة القصوى °م (°ف)                           | 23.5 (74.3)                | 25.0 (77.0)                | 29.1 (84.4)                | 32.2 (90.0)                | 33.9 (93.0)                | 30.5 (86.9)                | 33.1 (91.6)                | 31.1 (88.0)                | 31.0 (87.8)                | 31.5 (88.7)                | 29.5 (85.1)                | 26.0 (78.8)                | 33.9 (93.0)                |
| متوسط درجة الحرارة الكبرى °م (°ف)               | 16.6 (61.9)                | 17.9 (64.2)                | 22.1 (71.8)                | 24.1 (75.4)                | 24.4 (75.9)                | 24.9 (76.8)                | 25.0 (77.0)                | 25.4 (77.7)                | 25.0 (77.0)                | 23.4 (74.1)                | 20.6 (69.1)                | 17.7 (63.9)                | 22.2 (72.0)                |
| متوسط درجة الحرارة الصغرى °م (°ف)               | 8.1 (46.6)                 | 9.3 (48.7)                 | 12.7 (54.9)                | 15.6 (60.1)                | 16.9 (62.4)                | 18.1 (64.6)                | 18.8 (65.8)                | 18.9 (66.0)                | 18.1 (64.6)                | 16.6 (61.9)                | 13.1 (55.6)                | 9.4 (48.9)                 | 14.6 (58.3)                |
| أدنى درجة حرارة °م (°ف)                         | 1.0 (33.8)                 | 2.3 (36.1)                 | 4.0 (39.2)                 | 5.0 (41.0)                 | 10.0 (50.0)                | 9.4 (48.9)                 | 7.8 (46.0)                 | 8.3 (46.9)                 | 8.9 (48.0)                 | 5.0 (41.0)                 | 3.1 (37.6)                 | 2.8 (37.0)                 | 1.0 (33.8)                 |
| معدل هطول الأمطار مم (إنش)                      | 11.7 (0.46)                | 35.4 (1.39)                | 47.6 (1.87)                | 88.7 (3.49)                | 159.2 (6.27)               | 333.8 (13.14)              | 371.8 (14.64)              | 364.0 (14.33)              | 250.1 (9.85)               | 126.0 (4.96)               | 35.2 (1.39)                | 7.8 (0.31)                 | 1٬831٫3 (72.10)            |
| متوسط الأيام الممطرة                            | 2.0                        | 3.9                        | 5.8                        | 12.2                       | 16.9                       | 23.1                       | 24.6                       | 22.9                       | 19.1                       | 10.7                       | 3.6                        | 1.4                        | 146.2                      |
| المصدر #1: WMO                                  |                            |                            |                            |                            |                            |                            |                            |                            |                            |                            |                            |                            |                            |
| المصدر #2: IMD (record low and high up to 2010) |                            |                            |                            |                            |                            |                            |                            |                            |                            |                            |                            |                            |                            |